# Tactical Neural Implant
Tactical Neural Implant è un album in studio del gruppo musicale canadese Front Line Assembly, pubblicato nel 1992.

## Tracce
Testi e musiche di Bill Leeb e Rhys Fulber.
1. Final Impact – 6:02
2. The Blade – 5:53
3. Mindphaser – 5:04
4. Remorse – 5:44
5. Bio-Mechanic – 5:26
6. Outcast – 5:22
7. Gun – 6:19
8. Lifeline – 5:07